# Номерні знаки Бахрейну
Код Бахрейну для міжнародного руху ТЗ — (BRN).

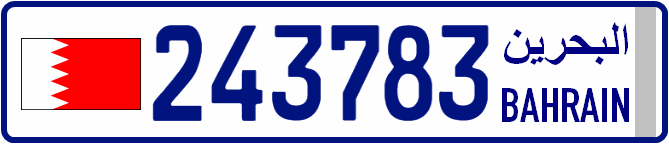
Регулярний номерний знак Бахрейну

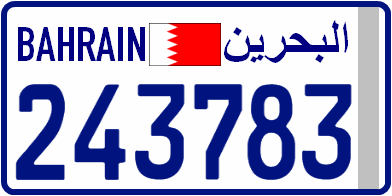
Регулярний дворядковий номерний знак Бахрейну

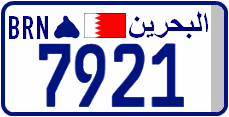
Мотономер

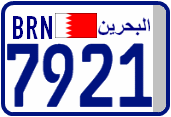
Мопедний номер

Чинну схему номерних знаків Бахрейну запроваджено у 2010 році у зв’язку із домовленостями про спрощення ідентифікації номерних знаків між країнами Ради співробітництва арабських держав Перської затоки, про уніфікацію національних стандартів номерних знаків і приведення їх у відповідність до міжнародних норм. Від 2010 року основні цифри на всіх типах номерних знаків виконано шрифтом FE. Для протидії підробленню символи захищено фоновими написами англійською та арабською мовами: Kingdom of Bahrain та مملكة البحرين

## Регулярні номерні знаки
Бланк регулярного автомобільного номерного знаку має біле тло та сині символи. Формат номерних знаків включає номер (1-6 цифр), державний прапор та назву країни англійською та арабською мовами. Існують однорядкова та дворядкова версії автомобільних номерних знаків, версія для мотоциклів та версія для мопедів.

## Інші формати номерних знаків

### Поліція
Номерні знаки поліцейських транспортних засобів мають чорні символи. На білому тлі розташовано цифри. Написи POLICE الشرطة розташовано на синьому тлі, між цими написами розташовано логотип поліції Бахрейну.

### Уряд

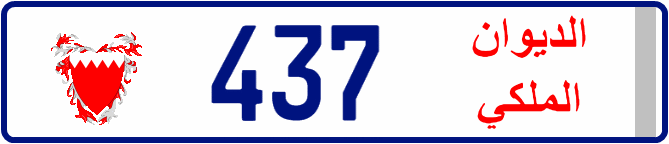
Уряд

Номерні знаки урядових транспортних засобів мають сині символи на білому тлі. Напис الديوان الملكي виконано червоним кольором. В лівому боці пластини розташовано державний герб.

### Дипломатичні представництва
Номерні знаки дипломатичних представництв мають чорні символи. На білому тлі розташовано цифри. Написи BAHRAIN C.D. دبلوماسية هيئة البحرين розташовано на зеленому тлі.

## Номерні знаки до 2010 року

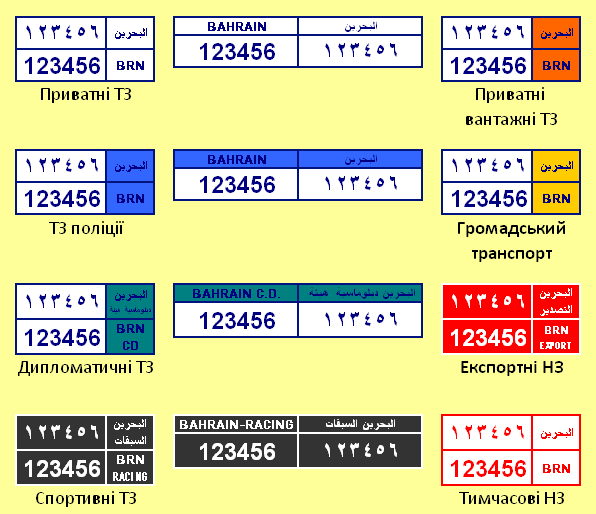
До 2010р.

До 2010 року в Бахрейні діяли типові для арабського світу номерні знаки, розділені на окремі віконця, в кожному з яких містилася окрема інформація. Інформація арабською дублювалася латинкою. Від 2010 року, після запровадження чинних номерних знаків, було призначено граничний термін у 2 роки для використання більшості типів номерних знаків, крім експортних та тимчасових. Слід зазначити, що такі типи номерних знаків, як експортні, тимчасові, для комерційного транспорту залишилися чинними.

## Номерні знаки 1972-1991рр.

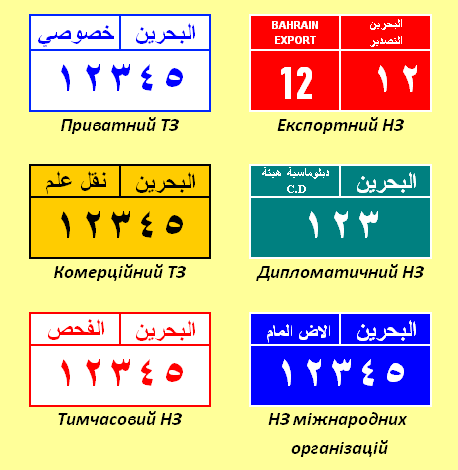
1972р.

В 1972 році було запроваджено номерні знаки, що стали прототипом для пізнішого створення номерів зразка 1992 року. Ці номерні знаки було виконано виключно арабською мовою.